# Nefritis
La nefritis es una inflamación del riñónque dificulta la filtración de la sangre. Puede ser aguda, subaguda, crónica, focal o difusa. El vocablo proviene del idioma griego nephro- «del riñón» e -itis «inflamación». Es frecuentemente causada por infecciones, afecciones inflamatorias, toxinas o enfermedad autoinmune etc.
- Glomerulonefritis es una inflamación de los glomérulos (frecuentemente cuando el término "nefritis" se usa sin calificación, es esta condición).
- Nefritis intersticial o nefritis túbulo intersticial es una inflamación de los espacios entre los túbulos renales.
- Pielonefritis es la que sucede cuando una infección urinaria alcanza el pielum (pelvis) del riñón.
- Nefritis lúpica es una inflamación del riñón causada por lupus eritematoso sistémico (LES), una enfermedad del sistema inmunitario.

## Síntomas
- Sangre en la orina (orín oscuro, de color óxido o marrón).
- Orina espumosa.
- Pérdida de peso.
- Náuseas y vómitos.
- Sensación de malestar general (indisposición).
- Ganas de orinar frecuentemente.
- Dolor de cabeza.
- Quedarse con ganas de orinar.
- Prurito generalizado.
- Disminución del gasto urinario.
- Necesidad de orinar durante la noche.
- Tendencia al sangrado.
- Disminución del estado de alerta.
- Sueño durante el día, somnolencia, letargo.
- Dolor de riñones.

## Causas y diagnóstico
- Es frecuente que los pacientes con glomerulonefritis aguda hayan sufrido en los días o semanas previos una infección estreptocócica (por ejemplo, una infección de garganta). La aparición de la glomerulonefritis se manifiesta por cansancio, pérdida de apetito, inflamación de la cara, dolor abdominal o en el costado, y disminución del volumen de orina, que además es más oscura de lo habitual. Debido a la variedad de formas de las glomerulonefritis agudas, el pronóstico es también variable. Las formas que son más frecuentes en niños, son también las de mejor pronóstico en general. Otras formas pueden terminar en nefritis crónica, la cual produce una lesión progresiva y destructiva del riñón. Muchas formas de glomerulonefritis son producidas por mecanismos autoinmunes.
- Las nefritis tubulointersticiales son consecuencia en muchas ocasiones de la ingesta abusiva de salicilatos tales como el ácido acetilsalicílico (aspirina) y otros fármacos antiinflamatorios no esteroideos (AINES).
- Las nefritis crónicas suelen ser asintomáticas, pero el análisis de orina revela la presencia de albúmina y células rojas (eritrocitos). Cuando la destrucción del tejido renal es avanzada, el déficit de la función renal se traduce en el cuadro denominado insuficiencia renal crónica, en el que aparecen hipertensión arterial y otros procesos que son consecuencia de la falta de función depuradora de la sangre.

## Veterinaria
Los animales sin destetar, beben leche en polvo pudiendo traer problemas intestinales llevando a una nefritis, y posible deceso.